# Асбаров, Сослан Султангусейнович
Сослан Султангусейнович Асбаров (род. 29 апреля 1992, с. Чапаево, Дагестан, Россия) — российский профессиональный боец дагестанского происхождения: боксёр-профессионал, кикбоксер и мастер боевых искусств по ушу, выступающий также на турнирах по кулачным боям. В боксе выступает в первой тяжёлой весовой категории.
Мастер спорта международного класса по боксу, чемпион России, Европы, Мира. Многократный победитель и призёр международных и всероссийских турниров в любителях.
Победитель чемпионатов Европы и России, чемпион Дагестана и СКФО по кикбоксингу.
Чемпион лиги кулачных боев Hardcore FC.
Лучшая позиция по рейтингу BoxRec — 1-я (март 2023) и являлся 1-м среди российских боксёров первой тяжёлой весовой категории, — входя в ТОП-3 лучших боксёров первого тяжелого веса всего мира. Дисквалифицирован за применение допинга до 2030 года.

## Биография
Сослан Асбаров родился 29 апреля 1992 года в селе Чапаево, в Новолакском районе, в Дагестане, в России. По национальности лакец. В связи с военными действиями, в неполные 6 лет был вынужден с родителями переселиться в Махачкалу, где прожил практически до 16-летнего возраста.
Сегодня он проживает в Москве.
В ноябре 2013 года, во время заключительного этапа подготовки к чемпионату России в Хабаровске, Асбаров стал свидетелем воспламенения трамвая, где находилось много людей. И он, вместе с товарищами, бросился к нему и вытащил из закрытого пылающего транспорта 25 человек, за что был награждён медалью «За отвагу» от МЧС, и получил награду от губернатора Хабаровского края — часы и денежную премию в размере 25-30 тыс. рублей.

## Любительская спортивная карьера
С боевыми видами спорта познакомился еще в школе, когда попробовал себя в дзюдо и самбо, затем последовали попытки проявиться в каратэ с борьбой, но к 12 годам товарищ привёл Асбарова в зал бокса, где он остался надолго.
Спустя уже 3 месяца с начала занятий боксом, он выиграл первые соревнования. Также он выступал на чемпионате республики по кикбоксингу, и одержал там убедительную победу, затем повторил успех на соревнованиях СКФО. Постоянные разъезды на соревнования и обилие тренировок привели Сослана в юношескую сборную России, с которой он объехал всю страну.
Базовым спортом для него является бокс. В июле 2012 года он выполнил норматив и ему было присвоено спортивное звание «Мастер спорта России» по боксу.
А в августе 2012 года, в Новосибирске он стал бронзовым призёром в весе до 81 кг чемпионата России среди молодёжи (до 22 лет), где он в полуфинале, в очень конкурентном бою, по очкам (8:+8) проиграл Павлу Силягину, — который в итоге стал чемпионом России среди юниоров 2012 года.
В начале апреля 2013 года, в Уральске (Казахстан), в составе сборной России по боксу среди молодёжи (возрастная группа от 19 до 22 лет) он завоевал серебряную медаль в весе до 81 кг на международном турнире по боксу на призы Аскара Кулибаева. Вечером в одном из местных ночных клубов за домогательство к местным девушкам был избит, получив перелом челюсти. В драке, помимо него, принимало участие два члена сборной по боксу среди юниоров. Заступившийся за девушек местный житель получил 5 лет тюрьмы .
В ноябре 2013 года уже участвовал в чемпионате России в Хабаровске, в полутяжёлом весе (до 81 кг), но в четвертьфинале по очкам (0:3) опять проиграл Павлу Силягину, — который в итоге стал чемпионом России 2013 года.
В ноябре 2015 года участвовал в чемпионате России в Самаре, в весе до 81 кг, где он в первом же раунде соревнований по очкам (0:3) проиграл Артёму Агееву.
В ноябре 2016 года вновь участвовал в чемпионате России в Оренбурге, уже в весе до 91 кг, где он опять в первом же раунде соревнований по очкам (0:3) проиграл Ивану Сагайдаку.
Последний раз по любителям он выступил в августе 2017 года, участвуя в 19-м Международном турнире памяти Магомед-Салама Умаханова в Каспийске, где он ранее ежегодно старался выступать, но и здесь он в 1/8 финала соревнований в весе до 91 кг по очкам (0:5) проиграл опытному соотечественнику Садаму Магомедову, — который в итоге стал победителем этого международного турнира 2017 года.
В любительском боксе он активно выступал до 2016 года, и после того как не смог отобраться на Олимпиаду 2016 года, — в 2017 году закончил любительскую карьеру, всего провёдя 227 боксёрских поединков на любительском уровне.

### Ушу
Он занимался и выступал на соревнованиях по ушу и в апреле 2020 года ему было присвоено спортивное звание «Мастер спорта России» по ушу.

## Профессиональная карьера в кулачных боях
В 2021 году он занялся кулачными боями и провёл в лиге Hardcore FC пять боёв — во всех одержав досрочные победы и став чемпионом лиги кулачных боев Hardcore FC.

## Профессиональная карьера боксёра
11 июня 2022 года в Москве (Россия) начал карьеру профессионального боксёра в 1-м тяжёлом весе, когда он решением большинства судей (счёт: 40-36, 39-37, 38-38) победил соотечественника Олега Фомичева (2-2).
24 сентября 2022 года в Москве (Россия), в рамках турнира Hardcore Boxing, единогласным решением судей (счёт: 79-74, 80-72 — дважды) победил опытного соотечественника Дмитрия Кудряшова (25-5), а после боя Кудряшов объявил о завершении карьеры.
18 марта 2023 года в Дубае (ОАЭ) решением большинства судей (счёт: 98-92, 97-93, 95-95) победил входящего в топ-15 рейтингов WBC и WBO американца Брэндона Глэнтона (17-1)
7 сентября 2023 года в Батайске (Россия) ноукаутом по печени в первом раунде победил Волошина Вячеслава.
В апреле 2024 года дисквалифицирован за применение допинга на срок 6 лет.

## Статистика профессиональных боёв в боксе
В таблице перечислены результаты всех поединков боксёров.
В каждой строке указан результат поединка. Дополнительно номер поединка обозначен цветом, который обозначает итог поединка. Расшифровка обозначений и цветов представлена в нижеследующей таблице.
| Пример | Расшифровка                     |
| ------ | ------------------------------- |
|        | Победа                          |
|        | Ничья                           |
|        | Поражение                       |
|        | Планируемый поединок            |
|        | Поединок признан несостоявшимся |
| КО     | Нокаут                          |
| ТКО    | Технический нокаут              |
| PTS    | Решение судей (по очкам)        |
| UD     | Единогласное решение судей      |
| MD     | Решение большинства судей       |
| SD     | Раздельное решение судей        |
| RTD    | Отказ от продолжения боя        |
| DQ     | Дисквалификация                 |
| NC     | Поединок признан несостоявшимся |

| 4 поединка, 4 победы (1 нокаутом). | 4 поединка, 4 победы (1 нокаутом). | 4 поединка, 4 победы (1 нокаутом). | 4 поединка, 4 победы (1 нокаутом). | 4 поединка, 4 победы (1 нокаутом).       | 4 поединка, 4 победы (1 нокаутом). | 4 поединка, 4 победы (1 нокаутом).                 |
| Бой                                | Рекорд                             | Дата боя                           | Соперник                           | Место проведения боя                     | Раундов, время                     | Примечание                                         |
| ---------------------------------- | ---------------------------------- | ---------------------------------- | ---------------------------------- | ---------------------------------------- | ---------------------------------- | -------------------------------------------------- |
| 4                                  | 4-0                                | 18 марта 2023                      | Брэндон Глэнтон (17-1)             | Agenda Arena, Дубай, ОАЭ                 | MD 10 (10)                         | Счёт: 100-90, 100-90, 95-95.                       |
| 3                                  | 3-0                                | 25 декабря 2022                    | Джоэл Шойгрин (14-3)               | Москва, Россия                           | TKO 1 (8), 1:00                    | Шойгрин упал в нокдаун на 28 секунде 1-го раунда.  |
| 2                                  | 2-0                                | 24 сентября 2022                   | Дмитрий Кудряшов (25-5)            | ЦСКА Арена, Москва, Россия               | UD 8 (8)                           | Счёт: 79-74, 80-72 (дважды).                       |
| 1                                  | 1-0                                | 7 сентября 2022                    | Ислам "Джанго" Жангаразов (0-0)    | ДГ Ирины Винер-Усмановой, Москва, Россия | MD 4 (4)                           | Счёт: 40-36, 40-36, 40-36. Профессиональный дебют. |
| Бой                                | Рекорд                             | Дата боя                           | Соперник                           | Место проведения боя                     | Раундов, время                     | Примечание                                         |